# Hypaspidius morio
Hypaspidius morio är en skalbaggsart som beskrevs av Ohaus 1933. Hypaspidius morio ingår i släktet Hypaspidius och familjen Rutelidae. Inga underarter finns listade i Catalogue of Life.